# Manuel Correia de Arzão
Manuel Correia de Arzão foi um dos descobridores do ouro na região do Serro (Minas Gerais) em 1701.
Filho do capitão-mor Cornélio Rodrigues Arzão e de Catarina Correia. Paulista, sua família é descrita por Silva Leme no volume VII, página 338, da "Genealogia Paulistana".
Tomou parte na bandeira de Antônio Soares Ferreira, parente de Domingas Antunes Soares, de Itu, com quem se casou.
Foi Guarda-mor das respectivas minas de 1702 a 1711. Em 26 de outubro de 1705 recebeu de D. Rodrigo da Costa a patente de coronel de infantaria de ordenança.